# ダミアン・シルヴェストジャク
ダミアン・シルヴェストジャク（Damian Sylwestrzak、1992年3月16日 - ）は、ポーランド・ヴロツワフ出身のサッカー審判員。2022年から国際サッカー連盟 (FIFA) に国際審判員として登録されている。
2020年7月、ヴィスワ・クラクフ対アルカ・グディニャの試合でエクストラクラサデビュー。2020-21シーズンからは正式にエクストラクラサの審判員として活動している。その翌年には早くもポーランド・スーパーカップ・レギア・ワルシャワ対ラクフ・チェンストホヴァの試合を担当した。
2022年、弱冠29歳にしてポーランドサッカー協会を通じてFIFA国際審判員リストに登録され、国際審判員となる。 同年6月に行われたUEFA U-21欧州選手権のアイスランド対キプロス戦が国際試合デビューとなり、2023年10月にはUEFA EURO 2024予選のリヒテンシュタイン対ボスニア・ヘルツェゴビナ戦でフル代表の試合を始めて担当した。UEFA U-17欧州選手権2023では4試合を担当した。
2024年5月16日、日本サッカー協会 (JFA) の「審判交流プログラム」としてザシャ・シュテーゲマン（ドイツ）、ダレン・イングランド（イングランド）らと共に招聘されることが発表され、5月22日から6月17日の間、J1リーグ・J2リーグ及び天皇杯の主審を担当した。
家族は妻と子供で、ヴロツワフに居住している。